# کوئینسی میلر
کوئینسی میلر (انگلیسی: Quincy Miller؛ زادهٔ ۱۸ نوامبر ۱۹۹۲) بازیکن بسکتبال اهل ایالات متحده آمریکا است.
از باشگاه‌هایی که در آن بازی کرده‌است می‌توان به ساکرامنتو کینگز، باشگاه بسکتبال ستاره سرخ بلگراد، باشگاه بسکتبال یوونتوت بادالونا، سیبونا زاگرب، دنور ناگتس، و دیترویت پیستونز اشاره کرد.
وی در مسابقات کشوری و بین‌المللی در مجموع برندهٔ ۱ مدال طلا شده‌است.